# Heavisidova skočna funkcija
Heavisidova skóčna fúnkcija H, imenovana tudi enôtina stopníca, enôtska skóčna fúnkcija, oziroma ~ koráčna fúnkcija ali kar Heavisidova fúnkcija [hevisájdova ~], je nezvezna funkcija, ki ima vrednost 0 za negativne argumente in 1 za pozitivne. Skoraj nikoli ni pomembno kakšna vrednost se vzame za H(0), ker se {\displaystyle H} večinoma uporablja kot verjetnostna porazdelitev.
Funkcija se uporablja v matematiki teorije upravljanja in analizi signalov za predstavitev signala, ki se v določenem času prižge in v takšnem stanju ostane neskončno dolgo. Funkcijo so poimenovali v čast angleškega matematika, fizika in elektrotehnika Oliverja Heavisida.
Funkcija je zbirna porazdelitvena funkcija naključne spremenljivke, ki je skoraj gotovo enaka 0.
Heavisidova funkcija je primitivna funkcija Diracove funkcije δ: H′ = δ, kar se zapiše tudi kot:
{\displaystyle H(x)=\int _{-\infty }^{x}{\delta (t)}\mathrm {d} t\!\,,}
čeprav ta razvoj ne velja (ali nima smisla) za x = 0, kar je odvisno od načina opredelitve pomena integralov za δ.

## Nezvezna oblika
Določiti je moč tudi drugo obliko enotske skočne funkcije kot funkcijo diskretne spremenljivke n:
{\displaystyle H[n]={\begin{cases}0,&n<0\\1,&n\geq 0\end{cases}},\quad n\in \mathbb {Z} \!\,,}
Nezvezno časovni enotski sunek je prva razlika nezvezno časovnega skoka:
{\displaystyle \delta [n]=H[n]-H[n-1]\!\,.}
Ta funkcija je zbirna vsota Kroneckerjeve delta:
{\displaystyle H[n]=\sum _{k=-\infty }^{n}\delta [k]\!\,,}
kjer je:
{\displaystyle \delta [k]=\delta _{k,0}\!\,,}
nezvezna enotska sunkovna funkcija.

## Analitični približki
Za gladko aproksimacijo skočne funkcije se lahko uporabi logistično funkcijo:
{\displaystyle H(x)\approx {\frac {1}{2}}+{\frac {1}{2}}\tanh(kx)={\frac {1}{1+\mathrm {e} ^{-2kx}}}\!\,,}
kjer večji k odgovarja ostremu prehodu v x = 0. Če vzamemo {\displaystyle H(0)=1/2}, enakost velja v limiti:
{\displaystyle H(x)=\lim _{k\rightarrow \infty }{\frac {1}{2}}(1+\tanh kx)=\lim _{k\rightarrow \infty }{\frac {1}{1+\mathrm {e} ^{-2kx}}}\!\,.}
Za skočno funkcijo obstaja več drugih gladkih, analitičnih aproksimacij. Na primer:
{\displaystyle H(x)=\lim _{k\rightarrow \infty }{\frac {1}{2}}+{\frac {1}{\pi }}\arctan(kx)\!\,,}
{\displaystyle H(x)=\lim _{k\rightarrow \infty }{\frac {1}{2}}+{\frac {1}{2}}\operatorname {erf} (kx)\!\,.}
Ti približki konvergirajo po točkah k skočni funkciji, drugače pa te porazdelitve ne konvergirajo strogo k porazdelitvi delta. Posebej ima merljiva množica:
{\displaystyle \bigcup _{n=0}^{\infty }[2^{-2n};2^{-2n+1}]\!\,}
v porazdelitvi δ mero 0, njena mera pa se pri vsaki družini gladkih aproksimacij veča z naraščajočim k.

## Predstavitve
Velikokrat je uporabna integralska oblika Heavisidove skočne funkcije:
{\displaystyle H(x)=\lim _{\epsilon \to 0^{+}}-{1 \over 2\pi \mathrm {i} }\int _{-\infty }^{\infty }{1 \over \tau +\mathrm {i} \epsilon }\mathrm {e} ^{-\mathrm {i} x\tau }\mathrm {d} \tau \!\,.}

## H(0)
Vrednost funkcije v 0 se lahko določi kot H(0) = 0, H(0) = 1/2 ali H(0) = 1. H(0) = 1/2 je najbolj skladna izbira, saj najbolj poveča simetrijo funkcije in postane v celoti skladna s funkcijo predznaka {\displaystyle \operatorname {sgn}(x)}. To vodi do bolj splošne definicije:
{\displaystyle H(x)={\frac {1+\operatorname {sgn}(x)}{2}}={\begin{cases}0,&x<0\\{\frac {1}{2}},&x=0\\1,&x>0\end{cases}}\!\,.}
Da se zmanjša dvoumnost katero vrednost vzeti za H(0), se lahko uporabi indeks, ki označuje možno vrednost:
{\displaystyle H_{a}(x)={\begin{cases}0,&x<0\\a,&x=0\\1,&x>0\end{cases}}\!\,.}

## Primitivna funkcija in odvajanje
Primitivna funkcija Heavisidove skočne funkcije je nagibna funkcija: 
{\displaystyle R(x):=\int _{-\infty }^{x}H(\xi )\mathrm {d} \xi \!\,.}
Odvod Heavisidove skočne funkcije je Diracova funkcija δ:
{\displaystyle {\frac {dH(x)}{dx}}=\delta (x)\!\,.}

## Fourierova transformacija
Fourierova transformacija Heavisidove skočne funkcije je porazdelitev. Z izbiro konstant za definicijo Fourierove transformacije je:
{\displaystyle {\hat {H}}(s)=\int \limits _{-\infty }^{\infty }\mathrm {e} ^{-2\pi \mathrm {i} xs}H(x)\,dx={\frac {1}{2}}\left(\delta (s)-{\frac {\mathrm {i} }{\pi s}}\right)\!\,.}
Tukaj je treba člen {\displaystyle 1/s} obravnavati kot porazdelitev, kjer je testna funkcija {\displaystyle \phi } Cauchyjeva glavna vrednost {\displaystyle \int \limits _{-\infty }^{\infty }\phi (x)/x\,dx}.